# Мария Елизабет фон Брауншвайг-Волфенбютел
Мария Елизабет фон Брауншвайг-Волфенбютел (на немски: Marie Elisabeth von Braunschweig-Wolfenbüttel; * 7 януари 1638, Брауншвайг; † 15 февруари 1687, Кобург) от род Велфи, е принцеса от Брауншвайг-Волфенбютел и чрез женитби херцогиня на Саксония-Айзенах (1663 – 1668) и на Саксония-Кобург (1680 – 1687).

## Живот
Дъщеря е на херцог Август II от Брауншвайг (1579 – 1666) и третата му съпруга Елизабет София фон Мекленбург (1613 – 1676), дъщеря на херцог Йохан Алберт II (1590 – 1636). 
Мария Елизабет се омъжва на 18 януари 1663 г. във Волфенбютел за херцог Адолф Вилхелм фон Саксония-Айзенах (1632 – 1668) от рода на Ернестингските Ветини. Тя ражда пет сина, от които четири умират скоро след раждането им, а последният, херцог Вилхелм Август е роден след смъртта на съпруга ѝ и умира на три години.
Мария Елизабет се омъжва на 18 юли 1676 г. в Гота за херцог Албрехт от Саксония-Кобург (1648 – 1687) от рода на Ваймерските Ернестински Ветини. Те живеят първо в Залфелд на Зале и през 1680 г. се местят в Кобург.

## Деца
Мария Елизабет и херцог Адолф Вилхелм фон Саксония-Айзенах имат децата:
- Карл Август (* 31 януари 1664, Айзенах; † 14 февруари 1665, Айзенах)
- Фридрих Вилхелм (* 2 февруари 1665, Айзенах; † 3 май 1665, Айзенах)
- Адолф Вилхелм (* 26 юни 1666, Айзенах; † 11 декември 1666, Айзенах)
- Ернст Август (* 28 август 1667, Айзенах; † 8 февруари 1668, Айзенах)
- Вилхелм Август (* 30 ноември 1668, Айзенах; † 23 февруари 1671, Айзенах), херцог на Саксония-Айзенах (1668 – 1671) под регентството на Йохан Георг I.

Мария Елизабет и херцог Албрехт от Саксония-Кобург имат само един син:
- Ернст Август (1 септември 1677 в Залфелд – 17 август 1678 в Залфелд)